# Jerry Weyer

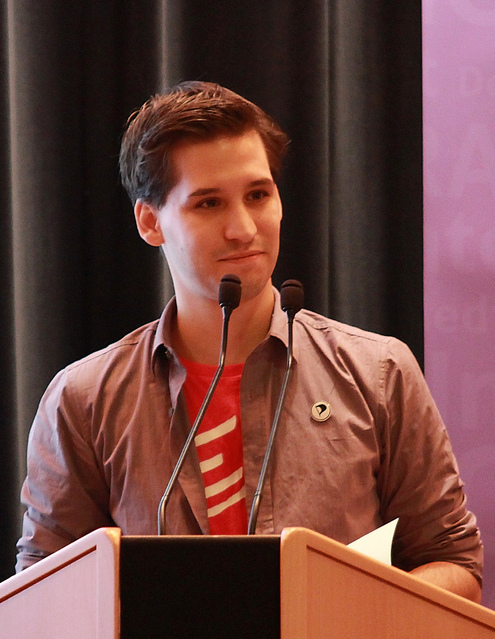
Jerry Weyer (2011)

Jerry Weyer (* 4. Januar 1986) ist ein luxemburgischer Politiker. Er ist Gründungsmitglied der im Oktober 2009 gegründeten Piratepartei Lëtzebuerg (PPLU), aus der er 2023 oder 2024 ausgetreten ist. Er war 2010/2011 Ko-Vorsitzender des internationalen Dachverbands der Piratenparteien (Pirate Parties International (PPI)). 

## Wirken
Weyer studierte Europarecht.
Mit dem Niederländer Samir Allioui und dem Schweizer Patrick Mächler organisierte er die Aufstellung eines internationalen Dachverbandes der weltweiten Piratenpartei-Bewegung. Bei der Gründungskonferenz der PPI am 17. April 2010 in Brüssel wurde er dann zusammen mit Grégory Engels zum ersten offiziell gewählten Co-Vorsitzenden der PPI. Seine Amtszeit endete mit der Neuwahl des PPI-Vorstandes im April 2011.
Bis zum 28. Oktober 2012 war er stellvertretender Vorsitzender der PPLU. Von Oktober 2012 bis Juli 2013 war er Koordinator von Politikercheck.lu, dem luxemburgischen Pendant der deutschen Plattform abgeordneten-check.de. Seit dem 5. Oktober 2014 ist er Vorsitzender des Bezirks Zentrum der PPLU.
Jerry Weyer arbeitet als Berater für digitale Kommunikation.